# Fry & Laurie
Fry & Laurie (ook Fry and Laurie) is een Engels komisch duo dat bestaat uit Stephen Fry en Hugh Laurie. Het duo was vooral actief in de jaren 80 en '90. Fry en Laurie ontmoetten elkaar in 1980 toen ze allebei studeerden aan de Universiteit van Cambridge, en hebben sinds die tijd in talloze projecten samengewerkt, zoals A Bit of Fry and Laurie en Jeeves and Wooster, gebaseerd op de boeken van P.G. Wodehouse, waarin Laurie Bertie Wooster speelt, en Fry zijn butler Jeeves.
Inmiddels hebben ze allebei succesvolle soloprojecten en hebben ze al enige tijd niet samengewerkt, maar beiden hebben de hoop uitgesproken weer eens samen te werken.

## Lijst van samenwerkingsverbanden

### Televisie
- QI (2003, 1 aflevering samen)
- Fortysomething (2003, 1 aflevering samen)
- Blackadder: Back & Forth (2000)
- The Nearly Complete And Utter History Of Everything (2000)
- Live from the Lighthouse (1998)
- Fry and Laurie Host A Christmas Night With The Stars (1994)
- Hysteria III (1991)
- Comic Relief - 1991 (1991)
- Jeeves and Wooster (1990-93)
- Hysteria 2 (1989)
- The Secret Policeman's Biggest Ball (1989)
- Blackadder Goes Forth (1989)
- A Night Of Comic Relief 2 (1989)
- The New Statesman (1989, 1 aflevering)
- Blackadder's Christmas Carol (1988)
- Hysteria! Hysteria! Hysteria! (1988)
- A Bit of Fry and Laurie (pilotaflevering 1987, 1989, 1990, 1992, 1995)
- The Secret Policeman's Third Ball (1987)
- Blackadder the Third (1987, 1 aflevering samen)
- First Aids (1987)
- Filthy Rich & Catflap (1987, 1 aflevering)
- Blackadder II (1986, 2 afleveringen samen)
- Saturday Live (1986)
- Weekend In Wallop (1984)
- The Young Ones (1984, 1 aflevering)
- The Crystal Cube (1983)
- Alfresco (1983)
- There's Nothing to Worry About (1982)
- Cambridge Footlights Revue (1982)

### Film
- Spice World (1997)
- Peter's Friends (1992)

### Radio
- Whose Line Is It Anyway? op BBC Radio 4 (1988, 1 aflevering samen)
- Saturday Night Fry op BBC Radio 4 (1988, 5 afleveringen samen)

### Televisiescripts
- A Bit of Fry & Laurie (1990) ISBN 0749307056
- A Bit More Fry & Laurie (1991) ISBN 0749310766
- 3 Bits of Fry & Laurie (1992) ISBN 0749317019
- Fry & Laurie Bit No. 4 (1995) ISBN 0749319674

### Diversen
- Fry & Laurie verschenen samen in diverse televisiereclames, interviews, audioboeken en andere projecten.

## Trivia
- Fry en Laurie hebben veel samengewerkt met Rowan Atkinson, Jim Broadbent, Robbie Coltrane, Ben Elton, Dawn French, Phyllida Law, Tony Robinson, Tony Slattery, en Emma Thompson.
- Fry was getuige bij Lauries huwelijk, en is peetoom van Lauries drie kinderen.
- Op een gegeven moment raakten Fry en Laurie geïnteresseerd in goocheltrucs. Ze verrasten televisiepresentator Terry Wogan tijdens een interview met een kaarttruc. Ze hebben ook met scepticus James Randi samengewerkt in een aflevering van zijn televisieprogramma.[1]
- Het voorwoord van Lauries roman The Gun Seller begint met "I am indebted to the writer and broadcaster Stephen Fry for his comments" ("Ik sta in het krijt bij schrijver en televisiemaker Stephen Fry voor zijn commentaar"). Fry's roman Making History is opgedragen aan Lauries drie kinderen (en anderen). In Fry's autobiografie Moab Is My Washpot refereert hij aan Laurie, hoewel het boek de periode beschrijft voordat de twee elkaar kenden. Er staat ook een foto in van Fry en Laurie die aan het schaken zijn in Fry's studentenkamer in Cambridge. Fry's vierde roman, The Stars' Tennis Balls, is opgedragen aan "M' Colleague", zoals Fry Laurie vaak noemt.
- Lauries vrouw Jo en Stephen Fry vlogen naar Amerika voor de uitreiking van de Golden Globes in 2006, waarbij Laurie de prijs voor Beste Acteur in een dramaserie won.